# Hizaki
HIZAKI (Quioto, 17 de fevereiro de 1979) é um guitarrista japonês, integrante das bandas Versailles e Jupiter que também mantém em atividade o projeto solo HIZAKI Grace Project desde 2006. Produz suas guitarras em parceria com a ESP.

## Biografia

### Começo da carreira (1997-2007)
HIZAKI é um guitarrista que adentrou no cenário musical em 1997, através da banda independente GARNET GRAVE.
Dois anos depois com o baixista Mizumi e o guitarrista Airi (Madeth gray'll) formou o grupo Crack Brain, que terminou em 2002.
HIZAKI e Airi ainda formaram a banda グロテスクロマンティッカー(Gurotesuku Romantikkaa/Grotesque Romantica), que em maio de 2003 seria renomeada para Schwardix Marvally. Dois EPs foram produzidos, sendo um deles apenas composto apenas de covers. A Schwardix Marvally terminaria em 2004, e Hizaki optaria por proceder em carreira solo, produzindo no mesmo ano o mini-álbum Maiden Ritual e, posteriormente, os EPs: Dance with Grace e Maiden Ritual -Experiment Edition- com participações de variados músicos do cenário Visual Kei.
Em 2005, pausaria seu projeto ao ingressar na banda Sulfuric Acid - um ato que surpreendeu muitos fãs, dada a diferença de estilos musicais. Foram lançados dois singles, um mini-álbum e um álbum. E nela permaneceu até sua dissolução, em 2006.
No mesmo ano, prossegiu com seu projeto solo, organizando um grupo intitulado de HIZAKI Grace Project, inicialmente formado pelo vocalista Hikaru, o baixista Jasmine You (Yuu) e o baterista Seiji (Sulfuric Acid). Posteriormente renovaria a banda, com a entrada do baterista Mikage - com quem já havia trabalhado em tempos de Schwardix Marvally e durante a primeira fase de seu projeto solo - do guitarrista Teru (Aikaryu) e do vocalista Juka (ex-Moi dix Mois), assim realizando os álbums Dignity of Crest e Curse of Virgo e o último trabalho da formação, em 17 de fevereiro de 2007: DVD Live – Monsho.
Um adendo: Em parceria com a banda +ISOLATION, em 2006, lançou a compilação -unique-. Composta por quatro faixas em que cada banda contribuiu com uma música e uma predominantemente instrumental; outra música apareceria na compilação: Graceful Playboys (omnibus).

### Formação do Versailles (2007-2011)
Em 2007, HIZAKI participou do projeto Node of Scherzo, tocado por Kamijo (ex-Lareine), Juka e Kaya (Schwarz Stein). Em março, durante a primeira apresentação ao vivo, Kamijo e HIZAKI anunciaram a formação de uma nova banda, a futura e promissora Versailles, que tornaria-se completa logo após o recrutamento do baterista YUKI (Sugar Trip), do baixista Jasmine You (HIZAKI Grace Project) e do guitarrista Teru.
Mesmo com foco na Versailles, HIZAKI não abandonou suas atividades solo.
Em resposta ao recente Terremoto e Tsunami ocorridos no Japão, Hizaki compôs e dedicou a música "Prayer" para as vítimas.
Em Janeiro de 2011, ele e os membros da Versailles, estrelaram seu próprio "mini drama" de TV denominado Onegai Kanaete Versailles (おねがいかなえてヴェルサイユ "Fulfill My Wish Versailles"). Show também estrelado por Rina Koike, transmitido pela Mainichi Broadcasting System e TV Kanagawa, até meados de Março.

### Formação do Jupiter (2012-presente)
Após o hiato do do Versailles em 2012, todos os membros exceto Kamijo formaram a banda Jupiter no ano seguinte, com o vocalista Zin.
Lançou o mini álbum Back to Nature de seu projeto solo em 27 de novembro de 2019.

## Discografia

### GARNET GRAVE (1997-1998)
- "Haitoku no Savior" (背徳のSavior, 1998, demo tape)

### Crack Brain (1999-2002)
- "Crack Diary" (24 de Julho de 1999, demo tape)
- "Sokubaku Izonshou" (緊縛依存症, 18 de Abril de 2000, demo tape)
- "Sunadokei" (砂時計, June 27, 2000, demo tape)
- "Kankinshitsu no Tobira" (監禁室の扉です, 14 de Abril de 2001)
- -Reset- (23 de Março de 2002)
- "-Speed?R-" (11 de Maio de 2002, disatribuído gratuitamente no show em Meguro Rock-May-Kan)

### Schwardix Marvally {ex-Gurotesuku Romantikkaa/Grotesque Romantica} - (2002-2004)
- Kairoroku ~Dai san Shou~ (回顧録～第三章～, 20 de Agosto de 2003)
  - Quatro faxias EP com covers de Gargoyle, Luna Sea e Madeth Gray’ll e uma música original, primeira faixa, creditada para グロテスクロマンティッカー (Gurotesuku Romantikkaa/Grotesque Romantica)
- Heaven's Romance (28 de Janeiro de 2004)
  - Realizado em duas versões, cada uma em um disco bônus diferente
- Schwardix Marvally ~Tenkuu e no Monogatari~ (Schwardix Marvally～天空への物語～, 1 de Janeiro de 2007, compilação)

### Hizaki (solo) - (2004-2005)
Álbuns e EPs;
- Maiden Ritual (September 29, 2004)
- Dance with grace (April 27, 2005, two editions: regular was instrumental)
- Maiden Ritual -Experiment Edition- (May 11, 2005)
  - A música "Tragic Serenade" foi substituída pelo instrumental "Scarlet", enquanto "Ritual" foi substituída por sua versão instrumental.
- Grace Special Package I (2005)
  - Box set triplo: incluindo Dance with grace, Maiden Ritual -Experiment Edition-, bônus com "Comentários dos membros" e a versão instrumental de "Tragic Serenade".

### SULFURIC ACID (2005-2006)
- "Vanilla Sky" (19 de Setembro de 2005)
- "Aka Hebi -Kimi to Mita aka no Kioku-" (赤蛇 -君と見た赤の記憶-, 28 de Dezembro de 2005)
- "Ao Hebi -Boku no Naka no Aoi Yami-" (青蛇 -僕の中の青い闇-,  28 de Dezembro de 2005)
- ?s?lfj'urik 'aesid? (27 de Abril de 2006)
- Kyousei Inyou [03-06] Ongenshuu (強制引用【03-06】音源集, 29 de Novembro de 2006, compilação)
- Final Summit 2000~2010: Sequence Records (16 de Fevereiro de 2011, omnibus com "Acid Trip")

### HIZAKI Grace Project - (2006 - presente)
Álbuns
- Dignity of Crest (1 de Janeiro de 2007)
- Ruined Kingdom (19 de Setembro de 2007)
- Curse of Virgo (26 de Dezembro de 2007)
- Back to Nature (29 de novembro de 2019)

DVD
- Eien no Kokuin (永遠の刻印, Fevereiro 17, 2007, distribuido em show)
- Monshou (紋章, Maio, 2007)

"Omnibuses"
- Graceful Playboys (5 de Agosto de 2006 com "Race Wish")
- -Unique- (9 de Agosto de 2006 - Ep dividido com o +ISOLATION - com "Solitude" e "Cradle")
- Summit 03 (29 de Novembro de 2009, com "Cradle")
- Final Summit 2000~2010: Sequence Records (16 de Fevereiro de 2011, com "Philosopher") -->

### Versailles -Philharmonic Quintet- (2007 - presente)
Álbuns
- Noble (9 de julho, 2008) – Sherow Artist Society
- Jubilee (20 de janeiro, 2010) - Sherow Artist Society
- Holy Grail (15 de junho, 2011) - Warner Music Japan[8]
- Versailles (26 de Setembro, 2012) - Warner Music Japan

EPs
- Lyrical Sympathy (31 de outubro, 2007) – Sherow Artist Society
- Lineage (14 de Fevereiro, 2017) - Warner Music Japan

Singles
- The Revenant Choir (23 de junho de 2007) – Sherow Artist Society
- A Noble Was Born in the Chaos (19 de março de 2008) - Sherow Artist Society
- Prince & Princess (10 de dezembro de 2008) - Sherow Artist Society
- Ascendead Master (24 de maio de 2009)  - Warner Music Japan
- Destiny -The Lovers- (27 de outubro de 2010) - Warner Music Japan
- Philia (16 de março de 2011) - Warner Music Japan
- Rhapsody Of The Darkness (25 de abril de 2012) - Warner Music Japan
- Rose  (4 de julho de 2012) - Warner Music Japan
- Vogue (21 de junho de 2023) - Sherow Artist Society

Coletâneas
- Cupia (14 de outubro de 2007) - UNDER CODE PRODUCTION
- Tokyo Rock City (9 de novembro de 2007) – Sony BMG
- Cross Gate 2008 -Chaotic Sorrow- (janeiro de 2008) – Sherow/Under Code
- (PRINCE)Versailles and Chariots Coupling CD (13 de setembro de 2008) - UNDER CODE PRODUCTION/Sherow Artist Society

DVD
- " Aesthetics and Violence" 5 Versões (12 de dezembro, 2007)
- " History Of The Other Side" (20 de maio, 2009)
- " Chateau de Versailles - Live at C.C LEMON HALL" (20 de maio, 2009)

### Jupiter (2013 - presente)
- Blessing of the Future (24 de julho, 2013)
- Classical Element (18 de setembro, 2013)
- Last Moment (12 de março, 2014)
- ARCADIA (13 de setembro, 2014)
- Koori no naka no shoujo (26 de outubro, 2014)
- THE HISTORY OF GENESIS (07 de janeiro, 2015)
- Zeus ~Legends Never Die~ (3 de abril, 2019)